# Adaptação fílmica
Adaptação fílmica (nomenclatura portuguesa e brasileira) ou adaptação cinematográfica (nomenclatura brasileira e portuguesa) é o uso, para a realização de um filme, de conteúdo de ficção ou não-ficção que tenha sido previamente publicado como texto escrito, seja na forma de romance, conto, biografia, reportagem, peça teatral, quadrinhos entre outros formatos textuais. Desde as primeiras fases do cinema, na Europa do século XIX, a adaptação de obras tão diversas tem sido uma prática omnipresente de cinema.
Embora frequentemente seja considerado um tipo de trabalho derivado, acadêmicos e estudiosos contemporâneos, como Robert Stam, conceitualizam a adaptação cinematográfica como um processo dialógico.
O roteiro cinematográfico escrito desta forma é chamado de roteiro adaptado, em contraste com o roteiro original, que se constitui de material escrito especialmente para o filme em questão.